# Dominikia tabori
Dominikia tabori is een keversoort uit de familie boorkevers (Bostrichidae). De wetenschappelijke naam van de soort is voor het eerst geldig gepubliceerd in 1962 door Reichardt.